# Ризарии
Ризарии (лат. Rhizaria) — крупная клада одноклеточных и колониальных эукариот.
Для многих представителей группы характерны тонкие псевдоподии (ложноножки) различных типов: простые, разветвляющиеся или сетчатые. Митохондрии с трубчатыми кристами.
Среди ризарий имеются как гетеротрофные, так и фотосинтезирующие организмы.

## История изучения
Группа под названием Rhizaria впервые была предложена английским биологом Т. Кавалир-Смитом в 2002 году. В её состав были включены фораминиферы, радиолярии, солнечники, церкозои и Apusozoa.
В 2004 году была опубликована статья С. И. Николаева и группы его соавторов. Согласно результатам их исследований, оказалось, что Apusozoa не родственны остальным ризариям, а солнечники и радиолярии представляют собой полифилетические группы. Apusozoa, а также актинофриидные и центрохелидные солнечники были исключены из состава ризарий, а само название Rhizaria приобрело более узкий смысл.

## Систематика
Вместе со страменопилами и альвеолятами ризарий объединяют в кладу Sar (Stramenopiles + Alveolata + Rhizaria).
В различных вариантах систематики ризариям придаётся высокий ранг не ниже надтипового: от инфрацарства до империи, либо ранг им вообще не присваивается.

### Классификация
Классификация ризарий не устоялась, с 2019 года в таксон включают следующие типы и клады:
- Cercozoa Cavalier-Smith, 1998 emend. Cavalier-Smith, 2018 — Церкозои
- Endomyxa Cavalier-Smith, 2002 emend. Bass & Berney in Adl et al. 2019
  - Ascetosporea Sprague, 1979 emend. Cavalier-Smith, 2009
  - Phytomyxea Engler & Prantl, 1897
  - Vampyrellida West 1901, emend. Hess et al., 2012
  - Роды incertae sedis: Filoreta Bass & Cavalier-Smith, 2009 и Gromia Dujardin, 1835
- Retaria Cavalier-Smith, 2002
  - Foraminifera d’Orbigny, 1826 — Фораминиферы
  - Radiolaria Müller, 1858 sensu Adl et al., 2005 — Радиолярии, или лучевики
- Клады incertae sedis
  - Aquavolonida Bass & Berney, 2018
  - Gymnosphaerida Poche, 1913 emend. Mikrjukov, 2000 — Гимносферидные солнечники[7]
  - Tremulida Howe et al., 2011